# St. Leonhard (Kienraching)

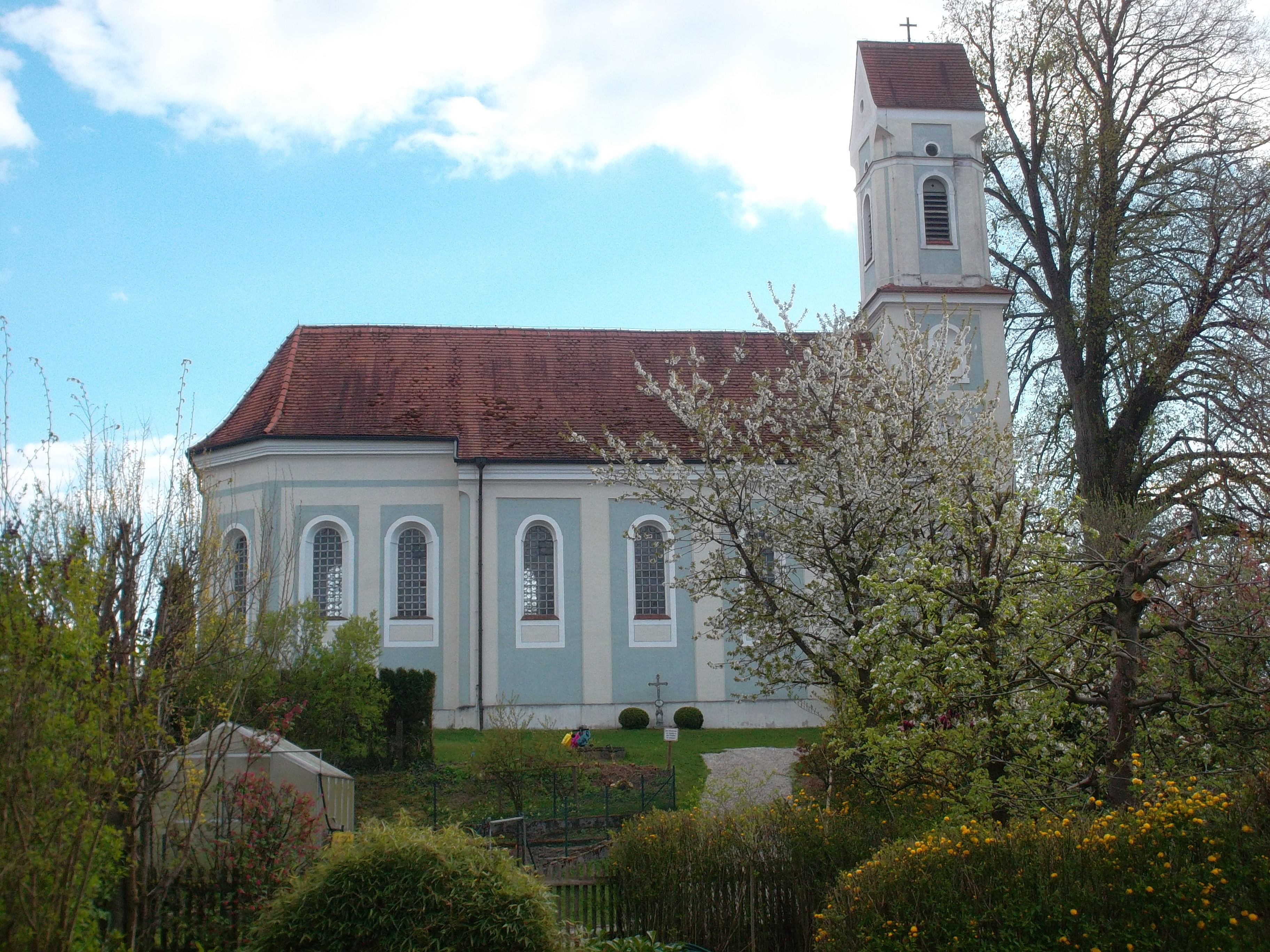
St. Leonhard in Kienraching

Innenansicht

Die katholische Filialkirche St. Leonhard in Kienraching, einem Gemeindeteil von Taufkirchen im oberbayerischen Landkreis Erding, wurde 1739 errichtet.

## Beschreibung
Der barocke Saalbau mit eingezogenem polygonalem Chor, angefügter Sakristei und Westturm ist ein geschütztes Baudenkmal. Die Kirche wurde von Johann Baptist Lethner aus Erding erbaut. Das Langhaus ist abgerundet und wird durch Lisenen gegliedert. Der Turm besitzt Lichtscharten in Rundbogennischen. Der Raum wird von einem Stichkappengewölbe über Pilastern auf Vorlagen gedeckt.
Der Hochaltar ist mit einem Ölgemälde von Franz Albert Aiglsdorfer ausgestattet, das den heiligen Leonhard als Fürbitter darstellt.